# Henry Clay
Henry Clay (n. 12 aprilie 1777, Virginia, SUA – d. 29 iunie 1852, Washington, D.C., District of Columbia, SUA) a fost un politician american, Secretar de Stat al Statelor Unite între 1849 și 1852.
Din 1797 a practicat dreptul în Virginia și apoi în Kentucky. A fost ales în Camera Reprezentanților (1811-1814, 1815-1821, 1823-1825), devenind apoi președinte al acesteia (1811-1814).